# Bureau International des Expositions
Bureau International des Expositions (BIE) este o organizație inter-guvernamentală responsabilă de supravegherea și reglementarea tuturor expozițiilor cu o durată de mai mult de 3 săptămâni si în scop necomercial. Există 4 tipuri de expoziții organizate sub răspunderea Biroului: Expoziții Universale, Expoziții Specializate, Expoziții Horticole și  Triennale di Milano .

## Informații generale
Bureau International des Expositions a fost creat la 22 noiembrie 1928 in urma Convenției de la Paris privind expozițiile internaționale, iar Biroul și-a început activitatea în 1931. Misiunea BIE este de a se asigura că expozițiile internaționale sunt desfășurate la cea mai înaltă calitate, de a proteja drepturile participanților și organizatorilor și de a păstra valorile de bază ale organizației: cooperarea, educația și inovația.
La crearea BIE, 28 de țări au semnat convenția, însă, în timp, mai multe țări au aderat la Convenția din 1928, iar în prezent sunt 170 de state membre.

## Organizare internă
BIE operează conform următoarei structuri:
- Secretariatul: este condus de secretarul general și gestionează toate activități din cadrul Biroului. Din 1 ianuarie 2020, Dimitri S. Kerkentzes[3] deține această poziție.
- Comisii: În cadrul organizației există patru comisii unde statele își desemnează delegații. În fruntea fiecărei comisii există un președinte care este și vicepreședinte al BIE.
  - Comisia administrativă și financiară: aprobă și definește strategii și acțiuni legate de toate problemele financiare și administrative;
  - Comisia executiva: examinează noi proiecte și supraveghează organizarea expozițiilor;
  - Comisia de reglementare: este responsabila pentru studierea reglementărilor tehnice ale expoziției și regulile interne ale BIE;
  - Comisia pentru informare și comunicare gestionează acțiunile de promovare, dar și aspectele culturale și instituționale.
- Comitetul director: președinții tuturor comisiilor se reunesc și creează o comisie care examinează activitatea BIE în ceea ce privește Adunarea Generală care are loc în primăvară și toamnă[4].
- Președinte: moderează reunirile Adunării Generale și este ales o dată la doi ani.  Steen Christensen este în prezent președintele BIE din 2015, când a preluat conducerea de la predecesorul său român Ferdinand Nagy[5].
- Adunarea Generală întrunește delegații statelor membre care se întâlnesc de două ori pe an. Discuțiile sunt moderate de președintele BIE și implică examinarea propunerilor de proiecte noi și rapoartele prezentate de comisii.

## Clasificarea expozițiilor

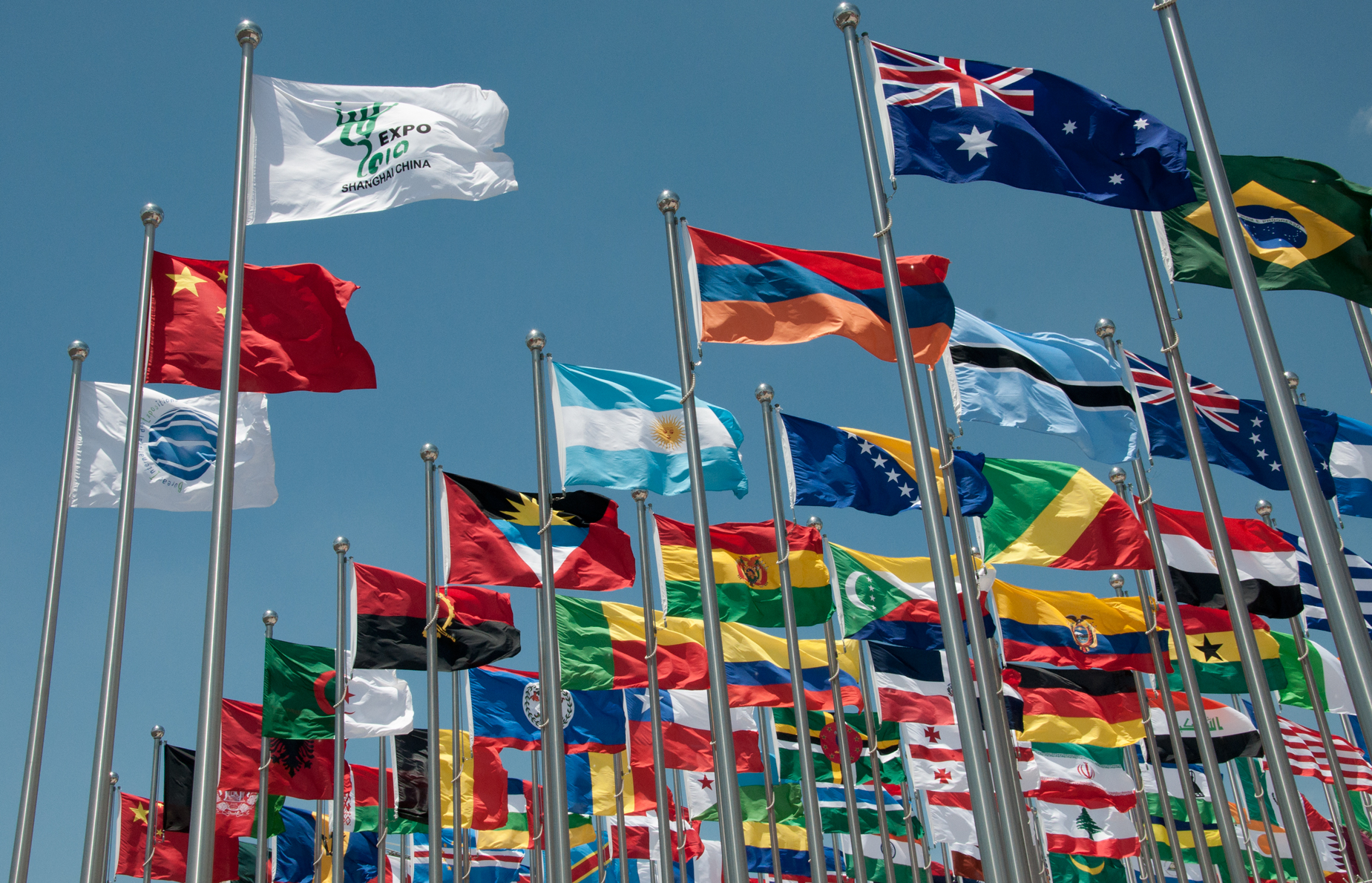
Countries' flags at Expo 2010 Shangai

Conform ultimului protocol privind clasificarea expozițiilor intrat în vigoare în 1996, expozițiile sunt clasificate după cum urmează:

### Expoziții Internaționale înregistrate („Expoziții Universale”):
- Descriere: Expozițiile Universale sunt organizate pentru a oferi o platformă de discuții pentru rezolvarea problemelor actuale din lume, cum ar fi urbanismul (Expo 2010 Shanghai) sau nutriția (Expo 2015 Milano)[6];
- Istoric: Expozițiile mondiale au fost un stimulent pentru țări să lupte împotriva provocărilor globale prin promovarea cooperării, educației și inovării. Începând cu Marea Expoziție din Londra din 1851, țările și-au prezentat cele mai bune inovații industriale sau tehnologice, făcând Expozițiile Universale cel mai important eveniment de schimb cultural. De exemplu, Expo 2010 Shanghai a adunat mai mult de 73 de milioane de persoane în timpul evenimentului de 6 luni[7];

- Frecvența: o dată la 5 ani;
- Durata: maximum 6 luni;
- Construcția pavilionului: de către participanți;
- Dimensiuni: zonă nedefinită ;
- Tema: provocări globale de interes universal;
- Expoziția următoare: Expo 2020 Dubai.

### Expoziții internaționale recunoscute („Expoziții specializate”):
- Descriere: Evenimente globale specializate dedicate găsirii de soluții pentru probleme precise ale umanității precum protecția oceanelor (Expo 2012 Yeosu) sau viitorul energiei (Expo 2017 Astana). Ele sunt asemănătoare cu Expozițiile Universale din punct de vedere al perspectivelor, dar expozițiile specializate sunt mai mici în dimensiuni, iar țările participante primesc un spațiu pentru pavilion pe care îl pot personaliza în interior și în exterior;
- Istoric: De la începutul secolului XX, Expozițiile Specializate au fost organizate regulat deoarece implică o investiție mai mică decât Expozițiile Universale. Prima expoziție specializată organizată sub egida BIE a fost Expo 1936 Stockholm, în timp ce cea mai recentă a fost organizată la Astana în 2017;

- Frecvența: între două Expoziții Universale;
- Durata: maximum 3 luni;
- Construcția pavilionului: de către organizatori;
- Dimensiuni: maximum 25 ha;
- Tema: o provocare precisă cu care se confruntă omenirea;
- Expoziție următoare: Expo 2023 Buenos Aires.

BIE poate recunoaște, de asemenea, următoarele expoziții internaționale:

### Expoziții horticole
Aceste expoziții sunt aprobate de Asociația Internațională a Producătorilor de Horticultură și au loc la interval de cel puțin doi ani distanță și cel puțin zece ani între expozițiile organizate de aceeași țară. Următoarele expozițiile horticole vor avea loc în Beijing, 2019 și Amsterdam-Almere, 2020.

### Expoziția artelor decorative și arhitecturii moderneTriennale di Milano:
Triennale di Milano este singura expoziție care are loc întotdeauna în același oraș: Milano. Aceasta este organizată o dată la 3 ani și reunește personalități celebre în industria de design și publicul neutru. Următoarea Triennale di Milano va fi organizată în 2019.
În plus, BIE are reguli suplimentare privind organizarea de expoziții precum:
- Intervalul dintre două expoziții organizate în aceeași țară trebuie să fie de cel puțin 15 ani, cu excepție pentru expozițiile horticole care se organizează la un interval de cel puțin 10 ani distanță.
- După depunerea primei candidaturi de organizare a unei expoziții, celelalte țările membre au 6 luni pentru a-și prezenta candidatura lor, dacă doresc să organizeze evenimentul[8].

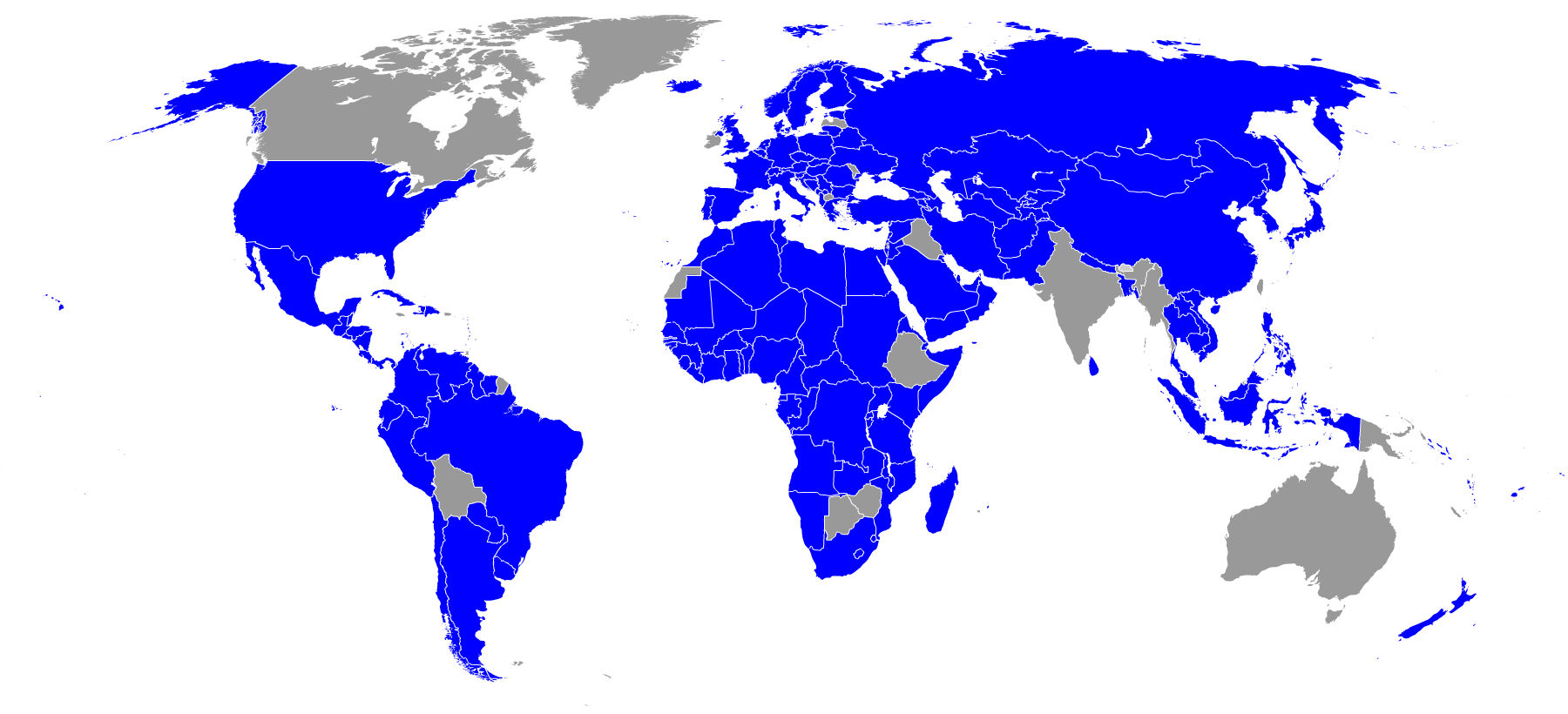
Harta statele membre BIE

## State membre
Orice stat este eligibil pentru a deveni membru al BIE prin aderarea la Convenția din 1928 și la toate protocoalele și amendamentele aferente. Mai mult, țara ar trebui să îndeplinească, de asemenea, următoarele criterii:
- țara trebuie să facă parte din Națiunile Unite, Curtea Internațională de Justiție, una dintre instituțiile specializate din cadrul Organizației Națiunilor Unite sau Agenția Internațională pentru Energie Atomică;
- aprobarea cererii de aderare trebuie să fie votată de cel puțin două treimi din Membrii Adunării Generale;
- cererea de aderare trebuie trimisă Guvernului Franței[9].

România a fost unul dintre membrii fondatori ai Bureau International des Expositions în 1928 și o prezență constantă în expozițiile internaționale. În prezent, există 170 de state membre de pe toate continentele, prezentate în următoarea listă:
| Țara                          | Data aderării      | Comentarii                                                             |
| ----------------------------- | ------------------ | ---------------------------------------------------------------------- |
| Africa de Sud                 | 1 septembrie 1993  |                                                                        |
| Afganistan                    | 7 iunie 2012       |                                                                        |
| Albania                       | 17 decembrie 1930  | A renunțat la apartenența intre 13 iunie 1949 și 1 iulie 2008          |
| Algeria                       | 2 iunie 1997       |                                                                        |
| Andorra                       | 3 decembrie 2004   |                                                                        |
| Angola                        | 25 noiembrie 2011  |                                                                        |
| Antigua și Barbuda            | 15 mai 1997        |                                                                        |
| Arabia Saudită                | 5 noiembrie 2007   |                                                                        |
| Argentina                     | 7 decembrie 1982   |                                                                        |
| Armenia                       | 25 martie 2008     |                                                                        |
| Austria                       | 8 decembrie 1947   |                                                                        |
| Azerbaidjan                   | 19 martie 2008     |                                                                        |
| Bahamas                       | 21 mai 1997        |                                                                        |
| Bahrain                       | 9 noiembrie 2007   |                                                                        |
| Bangladesh                    | 6 iunie 1997       |                                                                        |
| Barbados                      | 26 mai 1997        |                                                                        |
| Belgia                        | 15 aprilie 1931    |                                                                        |
| Belize                        | 12 mai 1997        |                                                                        |
| Benin                         | 18 septembrie 2012 |                                                                        |
| Belarus                       | 30 martie 1960     |                                                                        |
| Bosnia și Herțegovina         | 25 martie 2008     |                                                                        |
| Brazilia                      | 5 noiembrie 1970   | A renunțat la apartenența intre 24 iulie 1980 și 17 mai 1999           |
| Bulgaria                      | 31 martie 1960     |                                                                        |
| Burkina Faso                  | 25 martie 2008     |                                                                        |
| Burundi                       | 21 martie 2008     |                                                                        |
| Cambodia                      | 9 aprilie 1997     |                                                                        |
| Camerun                       | 8 octombrie 2013   |                                                                        |
| Ciad                          | 24 mai 2013        |                                                                        |
| Chile                         | 7 decembrie 1982   | A renunțat la apartenența intre 27 decembrie 1987 și 22 noiembrie 2007 |
| China                         | 3 mai 1993         |                                                                        |
| Cipru                         | 4 noiembrie 1999   |                                                                        |
| Columbia                      | 6 iunie 1997       |                                                                        |
| Comore                        | 12 octombrie 2007  |                                                                        |
| Coreea de Nord                | 19 noiembrie 2007  |                                                                        |
| Coreea de Sud                 | 15 mai 1987        |                                                                        |
| Coasta de Fildeș              | 16 noiembrie 2007  |                                                                        |
| Costa Rica                    | 23 noiembrie 1982  |                                                                        |
| Croația                       | 14 martie 2003     |                                                                        |
| Cuba                          | 17 noiembrie 1982  |                                                                        |
| Danemarca                     | 26 martie 1932     |                                                                        |
| Dominica                      | 5 iunie 1997       |                                                                        |
| Ecuador                       | 18 mai 2007        |                                                                        |
| Egipt                         | 22 noiembrie 2007  |                                                                        |
| Elveția                       | 17 decembrie 1930  |                                                                        |
| El Salvador                   | 7 decembrie 1982   | A renunțat la apartenența intre 5 octombrie 1987 și 20 mai 1997        |
| Emiratele Arabe Unite         | 6 iunie 1997       |                                                                        |
| Eritreea                      | 12 martie 2008     |                                                                        |
| Estonia                       | 15 mai 2009        |                                                                        |
| Fiji                          | 8 noiembrie 2007   |                                                                        |
| Filipine                      | 12 august 1993     |                                                                        |
| Finlanda                      | 3 iulie 1937       |                                                                        |
| Franța                        | 17 decembrie 1930  |                                                                        |
| Gabon                         | 17 septembrie 2007 |                                                                        |
| Gambia                        | 22 noiembrie 2007  |                                                                        |
| Georgia                       | 18 martie 2008     |                                                                        |
| Germania                      | 17 decembrie 1930  |                                                                        |
| Ghana                         | 14 noiembrie 2007  |                                                                        |
| Japonia                       | 8 ianuarie 1965    |                                                                        |
| Djibouti                      | 11 octombrie 2007  |                                                                        |
| Iordania                      | 10 decembrie 2004  |                                                                        |
| Grecia                        | 21 ianuarie 1933   |                                                                        |
| Grenada                       | 5 iunie 1997       |                                                                        |
| Guatemala                     | 18 octombrie 2007  |                                                                        |
| Guineea Ecuatorială           | 17 decembrie 2004  |                                                                        |
| Guineea-Bissau                | 15 noiembrie 2007  |                                                                        |
| Guineea                       | 5 noiembrie 2007   |                                                                        |
| Guyana                        | 26 mai 1997        |                                                                        |
| Haiti                         | 17 iunie 1949      |                                                                        |
| Honduras                      | 9 noiembrie 2007   |                                                                        |
| Indonezia                     | 5 iunie 1997       |                                                                        |
| Iran                          | 14 noiembrie 2002  |                                                                        |
| Islanda                       | 22 ianuarie 1999   |                                                                        |
| Insulele Marshall             | 12 septembrie 2007 |                                                                        |
| Insulele Solomon              | 8 noiembrie 2007   |                                                                        |
| Israel                        | 31 mai 1952        | A renunțat la apartenența intre 18 februarie 1988 și 10 iunie 1997     |
| Italia                        | 19 ianuarie 1931   |                                                                        |
| Kazahstan                     | 4 iunie 1997       |                                                                        |
| Kenya                         | 19 noiembrie 2007  |                                                                        |
| Kârgâzstan                    | 19 noiembrie 2007  |                                                                        |
| Kiribati                      | 18 septembrie 2007 |                                                                        |
| Kosovo                        | 10 decembrie 2015  |                                                                        |
| Kuwait                        | 27 iulie 2007      |                                                                        |
| Laos                          | 9 mai 1997         |                                                                        |
| Lesotho                       | 26 octombrie 2001  |                                                                        |
| Liban                         | 15 septembrie 1947 |                                                                        |
| Liberia                       | 22 noiembrie 2007  |                                                                        |
| Libia                         | 11 martie 2008     |                                                                        |
| Lituania                      | 2 februarie 2009   |                                                                        |
| Madagascar                    | 4 iunie 1997       |                                                                        |
| Malawi                        | 5 octombrie 2011   |                                                                        |
| Maldive                       | 9 noiembrie 2007   |                                                                        |
| Malaysia                      | 18 aprilie 1995    |                                                                        |
| Mali                          | 13 noiembrie 2007  |                                                                        |
| Malta                         | 15 martie 2000     |                                                                        |
| Maroc                         | 14 ianuarie 1931   |                                                                        |
| Mauritania                    | 24 aprilie 2002    |                                                                        |
| Mauritius                     | 26 mai 2008        |                                                                        |
| Mexic                         | 7 decembrie 1982   | A renunțat la apartenența intre 17 iunie 1994 și 7 aprilie 1997        |
| Monaco                        | 29 aprilie 1958    |                                                                        |
| Mongolia                      | 3 iunie 1997       |                                                                        |
| Muntenegru                    | 16 iulie 2012      |                                                                        |
| Mozambic                      | 9 aprilie 2013     |                                                                        |
| Namibia                       | 4 iunie 1997       |                                                                        |
| Nauru                         | 5 iunie 1997       |                                                                        |
| Nepal                         | 19 noiembrie 2007  |                                                                        |
| Nicaragua                     | 7 decembrie 1982   |                                                                        |
| Nigeria                       | 12 ianuarie 1963   |                                                                        |
| Niger                         | 5 octombrie 2007   |                                                                        |
| Norvegia                      | 24 decembrie 1936  |                                                                        |
| Noua Zeelandă                 | 11 iulie 1950      | A renunțat la apartenența intre 1 octombrie 1976 și 9 aprilie 2013     |
| Oman                          | 4 februarie 1997   |                                                                        |
| Țările de Jos                 | 24 decembrie 1932  | A renunțat la apartenența intre 26 octombrie 1944 și 6 decembrie 1951  |
| Pakistan                      | 4 iunie 2007       |                                                                        |
| Palau                         | 3 iunie 1997       |                                                                        |
| Panama                        | 3 decembrie 1982   | A renunțat la apartenența intre 18 octombrie 1998 și 16 noiembrie 2017 |
| Paraguay                      | 14 noiembrie 2007  |                                                                        |
| Peru                          | 7 decembrie 1982   |                                                                        |
| Polonia                       | 18 iulie 1932      | A renunțat la apartenența intre 24 noiembrie 1950 și 1 aprilie 1960    |
| Portugalia                    | 11 ianuarie 1932   |                                                                        |
| Qatar                         | 9 aprilie 1997     |                                                                        |
| Republica Democrată Congo     | 28 septembrie 2007 |                                                                        |
| Regatul Unit                  | 17 decembrie 1930  | A renunțat la apartenența intre 16 iunie 1944 și 2 septembrie 1949     |
| Cehia                         | 19 iunie 1995      |                                                                        |
| Republica Centrafricană       | 26 martie 2008     |                                                                        |
| Republica Congo               | 28 noiembrie 2007  |                                                                        |
| Republica Dominicană          | 22 noiembrie 2007  |                                                                        |
| România                       | 17 decembrie 1930  |                                                                        |
| Rwanda                        | 20 martie 2008     |                                                                        |
| Rusia                         | 12 noiembrie 1935  | A renunțat la apartenența intre 15 noiembrie 1947 și 8 iulie 1959      |
| Sfântul Kitts și Nevis        | 13 mai 1997        |                                                                        |
| Sfântul Vicențiu și Grenadine | 25 aprilie 1997    |                                                                        |
| Samoa                         | 6 noiembrie 2007   |                                                                        |
| San Marino                    | 5 octombrie 2004   |                                                                        |
| Sfânta Lucia                  | 13 mai 1997        |                                                                        |
| Senegal                       | 22 noiembrie 2004  |                                                                        |
| Serbia                        | 8 ianuarie 2010    |                                                                        |
| Seychelles                    | 5 iunie 1997       |                                                                        |
| Sierra Leone                  | 25 martie 2008     |                                                                        |
| Siria                         | 2 iulie 2007       |                                                                        |
| Slovacia                      | 25 iunie 1993      |                                                                        |
| Slovenia                      | 2 noiembrie 2004   |                                                                        |
| Somalia                       | 9 aprilie 2013     |                                                                        |
| Spania                        | 17 decembrie 1930  | A renunțat la apartenența intre 17 martie 1941 și 3 decembrie 1971     |
| Sri Lanka                     | 13 noiembrie 2007  |                                                                        |
| Statele Unite ale Americii    | 24 mai 1968        | A renunțat la apartenența intre 27 aprilie 2001 și 10 mai 2017         |
| Sudanul de Sud                | 28 mai 2013        |                                                                        |
| Sudan                         | 3 martie 2008      |                                                                        |
| Surinam                       | 16 mai 1997        |                                                                        |
| Suedia                        | 17 decembrie 1930  |                                                                        |
| Eswatini                      | 14 noiembrie 2007  |                                                                        |
| Tadjikistan                   | 19 noiembrie 2007  |                                                                        |
| Tanzania                      | 26 martie 1963     | A renunțat la apartenența intre 19 august 1977 și 3 iunie 1997         |
| Thailanda                     | 24 martie 1993     |                                                                        |
| Timorul de Est                | 19 noiembrie 2007  |                                                                        |
| Togo                          | 10 iunie 1997      |                                                                        |
| Tonga                         | 19 noiembrie 2007  |                                                                        |
| Tunisia                       | 17 decembrie 1930  |                                                                        |
| Turcia                        | 5 octombrie 2004   |                                                                        |
| Turkmenistan                  | 16 septembrie 2012 |                                                                        |
| Tuvalu                        | 12 septembrie 2007 |                                                                        |
| Ucraina                       | 30 martie 1960     |                                                                        |
| Uganda                        | 11 iunie 1997      |                                                                        |
| Ungaria                       | 1 aprilie 1960     |                                                                        |
| Uruguay                       | 10 iunie 1983      |                                                                        |
| Uzbekistan                    | 2 iunie 1997       |                                                                        |
| Vanuatu                       | 16 noiembrie 2007  |                                                                        |
| Venezuela                     | 23 noiembrie 1982  |                                                                        |
| Vietnam                       | 11 aprilie 2003    |                                                                        |
| Yemen                         | 5 iunie 1997       |                                                                        |
| Zambia                        | 7 aprilie 2015     |                                                                        |